# Dimitri Storoge
Dimitri Storoge est un acteur français, né le 26 juillet 1977.

## Biographie
Dimitri Storoge hésite tout d'abord sur sa vocation professionnelle. Après avoir obtenu son baccalauréat, il prend quelques cours de théâtre, entame des études de droit, puis les interrompt et exerce divers emplois. Il finit par se décider à suivre son envie d'exercer le métier de comédien et devient élève au Conservatoire national d'art dramatique.
Il tourne pour la télévision et le cinéma, et est remarqué pour son rôle dans Ni pour ni contre (bien au contraire), de Cédric Klapisch.
En 2010, il reçoit le prix de la Meilleure interprétation masculine au Festival de Luchon pour son rôle dans le téléfilm 4 garçons dans la nuit de Edwin Baily.
Plus récemment, il interprète Hassan dans le film Made in France de Nicolas Boukhrief.

### Vie personnelle
Il a eu avec l'actrice Virginie de Clausade un garçon, Vadim Storoge de Clausade, né le 13 mars 2011,.

## Filmographie

### Cinéma
Longs métrages
- 2001 : Franck Spadone de Richard Bean
- 2001 : Au plus près du paradis de Tonie Marshall
- 2002 : Ni pour ni contre (bien au contraire) de Cédric Klapisch
- 2004 : Le Choix de Philippe Faucon
- 2004 : La Trahison de Philippe Faucon
- 2005 : La Vie privée de Zina Modiano
- 2008 : Dédé, à travers les brumes de Jean-Philippe Duval
- 2009 : Rien de personnel de Mathias Gokalp
- 2010 : Nuit #1 d'Anne Émond
- 2011 : Les Lyonnais de Olivier Marchal
- 2013 : Belle et Sébastien de Nicolas Vanier
- 2014 : De guerre lasse d'Olivier Panchot
- 2014 : Un illustre inconnu de Matthieu Delaporte
- 2015 : L'Odeur de la mandarine de Gilles Legrand
- 2015 : Made in France de Nicolas Boukhrief
- 2016 : Les Visiteurs : La Révolution de Jean-Marie Poiré
- 2019 : Trois Jours et une vie de Nicolas Boukhrief
- 2020 : Resistance de Jonathan Jakubowicz
- 2022 : Notre-Dame brûle de Jean-Jacques Annaud
- 2022 : Loin du périph de Louis Leterrier
- 2024 : Elyas de Florent-Emilio Siri
- 2024 : Six Jours de Juan Carlos Medina

Courts métrages
- 2004 : Le Droit Chemin de Mathias Gokalp

### Télévision
- 2000 : Les Duettistes de Marc Angelo
- 2001 : Vacances de rave d'Olivier Panchot
- 2001 : PJ de Gérard Vergez
- 2001 : Navarro de Patrick Jamain
- 2002 : Je réclame la prison d'Alain Tasma
- 2002 : Central Nuit de Didier Delaitre
- 2003 : Par amour d'Alain Tasma
- 2004 : Raison d'État de J-M Seban
- 2004 : La Farine du diable de Claude D'Anna
- 2006 : Avocats et Associés (épisode Sans appel) de Patrice Martineau
- 2006 : Le Sang noir de Peter Kassovitz
- 2007 : PJ (épisode 131) de Pierre Leix Cote
- 2007 : Le Sang noir, téléfilm de Peter Kassovitz : Lucien
- 2007 : Action directe de Laurence Katrian
- 2007 : Une soirée (série Chez Maupassant) de Philippe Monnier
- 2007 : La Dame de Monsoreau de Michel Hassan
- 2008 : A.D. La guerre de l'ombre de Laurence Katrian
- 2009 : Marion Mazzano ep. 1 et 2 de Marc Angelo
- 2009 : 4 garçons dans la nuit de Edwin Baily
- 2010 : Profilage (épisode De l'autre côté du miroir) de Christophe Lamotte
- 2010 : Les Beaux Mecs ep. 1 à 8 de Gilles Bannier
- 2012 : La Baie d'Alger de Merzak Allouache
- 2013 : No Limit (saison 2 et 3)
- 2017 : Peur sur la base, de Laurence Katrian
- 2017 : Un ciel radieux de Nicolas Boukhrief
- 2019 : Osmosis (série Netflix)
- 2019 : Brûlez Molière ! de Jacques Malaterre
- 2020 : Validé (série Canal +)
- 2020 : La Révolution (série Netflix)
- 2020 : Black and White de Moussa Sène Absa
- 2023 : Piste noire (mini-série) : Grégory Jourdan
- 2023 : Machine de Fred Grivois
- 2024 : Olympe, une femme dans la Révolution de Mathieu Buisson et Julie Gayet : Michel de Cubières
- 2024 : Deep d'Aurélien Molas

## Théâtre
- 2000 : Lancelot du Lac, mise en scène d'Olivier Besson, Le Quartz (scène nationale de Brest), T.G.P.
- 2005-2006 : Duralex (Stephen Adly Guirgis) de Marianne Groves
- 2010 : La Mouette, mise en scène de Marja-Leena Junker
- 2014 : Roméo et Juliette de William Shakespeare, mise en scène Nicolas Briançon, Théâtre de la Porte Saint Martin
- 2021 : The Normal Heart de Larry Kramer, mise en scène Virginie de Clausade, Théâtre du Rond-Point
- 2022 : The Normal Heart de Larry Kramer, mise en scène Virginie de Clausade, théâtre La Bruyère

## Distinctions
- Festival des créations télévisuelles de Luchon 2010 : Prix d'interprétation masculine pour 4 garçons dans la nuit, partagé avec Julien Baumgartner, Pascal Cervo et Antoine Hamel
- Césars 2012 : nomination au César du meilleur espoir masculin pour Les Lyonnais